# Edward McMillan-Scott
Edward McMillan-Scott, celým jménem Edward Hugh Christian McMillan-Scott (* 15. srpna 1949, Cambridge), je člen Evropského parlamentu za anglická hrabství Yorkshire a Humber od 14. 6. 1984.

## Život
Je britský občan, člen Liberálních demokratů (Liberal Democrats) od roku 2010, v letech 1967 až 2009 byl členem Konzervativní strany (Conservative Party). Je ženatý s Henriettou McMillan-Scottovou.
Byl zvolen od roku 1984 do Evropského parlamentu (EP) čtyřikrát a je jeho místopředsedou od roku 2004. Jeho hlavním okruhem témat jsou lidská práva a demokracie. McMillan-Scott byl konzervativcem do sporu s britským premiérem Davidem Cameronem ve věci jeho problematické aliance v Evropské unii. K liberálním demokratům se přidal v roce 2010.
McMillan-Scott byl předsedou konzervativního poslaneckého klubu v EP v letech 1997 – 2001. Znovu zvolený byl v roce 2009. Je celoživotně proevropský. Poté, co Konzervativní strana vystoupila z centristické Evropské lidové strany, aby ustavila Evropskou konzervativní a reformní skupinu (EKRS), označenou předsedou liberálních demokratů Nickem Cleggem za „svazek cvoků, homofobů, antisemitů a popíračů změn klimatu“ McMillan-Scott protestoval. Úspěšně kandidoval na nezávislého místopředsedu proti kandidátovi nově ustavené EKRS, polskému poslanci Michału Kamińskému, kritizovanému pro své údajné bývalé napojení na extremismus, potvrzené kromě jiných i deníkem Daily Telegraph. Je jediným místopředsedou zvoleným bez oficiální stranické nominace. V důsledku tohoto protestu, byl následně vyloučen z Konzervativní strany.
V březnu 2010 vstoupil do strany liberálních demokratů se kterými při své práci ve prospěch lidských práv a demokracie úzce spolupracoval. V květnu 2010 se stal členem Skupiny spojenectví liberálů a demokratů pro Evropu (ALDE) v Evropském parlamentu. Je místopředsedou klubu skupiny ALDE v EP. V lednu 2012 byl opětovně zvolen místopředsedou pro čtvrté volební období.
Opět se ujal výboru pro demokracii a lidská práva a výboru pro Sacharovovu cenu, která pracuje pro výroční cenu EP za zásluhy o svobodu a jako výraz zásluhy o transatlantické vztahy.